# Song of Hope
| Оценки критиков | Оценки критиков |
| Источник        | Оценка          |
| --------------- | --------------- |
| Amazon          | 5/5             |
| Rate Your Music | 4/5             |
| VGMdb           | 4/5             |

"Song of Hope" (с англ. — «Песня надежды») — первый цифровой сингл группы Crush 40. Песня посвящённа пострадавшим от землетрясения и цунами в марте 2011 года в Японии, которое произошло в том же году. Все деньги, заработанные группой на сингле, были направлены прямо на благотворительность. Впервые песня прозвучала 30 июля 2011 года на одном из концертов группы. Студийная версия вышла 1 ноября в качестве сингла через сервис iTunes. Позже песня была включена в мини-альбома Crush 40 "Rise Again".
Сингл можно приобрести в iTunes, YouTube Music и Amazon, а также послушать на Spotify.

## Список композиций
Все тексты написаны Джонни Джиоэли, вся музыка написана Дзюном Сэноуэ.
| №  | Название       | Длительность |
| -- | -------------- | ------------ |
| 1. | «Song of Hope» | 5:12         |

## Участники записи

### Crush 40
- Дзюн Сэноуэ — гитары
- Джонни Джиоэли — вокал

### Приглашённые музыканты
- Такэси Танэда — бас-гитара
- Тору Кавамура — ударные

## Ремейк
В 2020 году Джиоэли перезаписал "Song of Hope" с болгарской вокалисткой Sevi, чтобы воссоединиться с фанатами во время пандемии коронавируса.

### Участники записи
- Джонни Джиоэли — вокал
- Sevi — вокал
- Rally Velinov — гитары

## Факты
- Это единственный сингл из мини-альбома "Rise Again", который имеет свою оригинальную обложку (Последующие синглы из этого релиза имеют одинаковую обложку, просто названия синглов разные).